# Белень Михайло Олексійович
Михайло Олексійович Беле́нь (19 травня 1951, село Лісковець Міжгірського району Закарпатської області) — український скульптор, графік, медальєр, живописець. Чоловік Магдалини Белень. Член НСХУ (1983), НСЖУ (1996), Заслужений художник України (2002).

## Життєпис
Закінчив Київський художній інститут (1983; викладачі В. Бородай, В. Борисенко, І. Макогон, В. Швецов), творчі майстерні АМ СРСР у Києві (1989).
Працював головним художником Закарпатського художньо-виробничого комбінату (1984—1987).

## Творчість

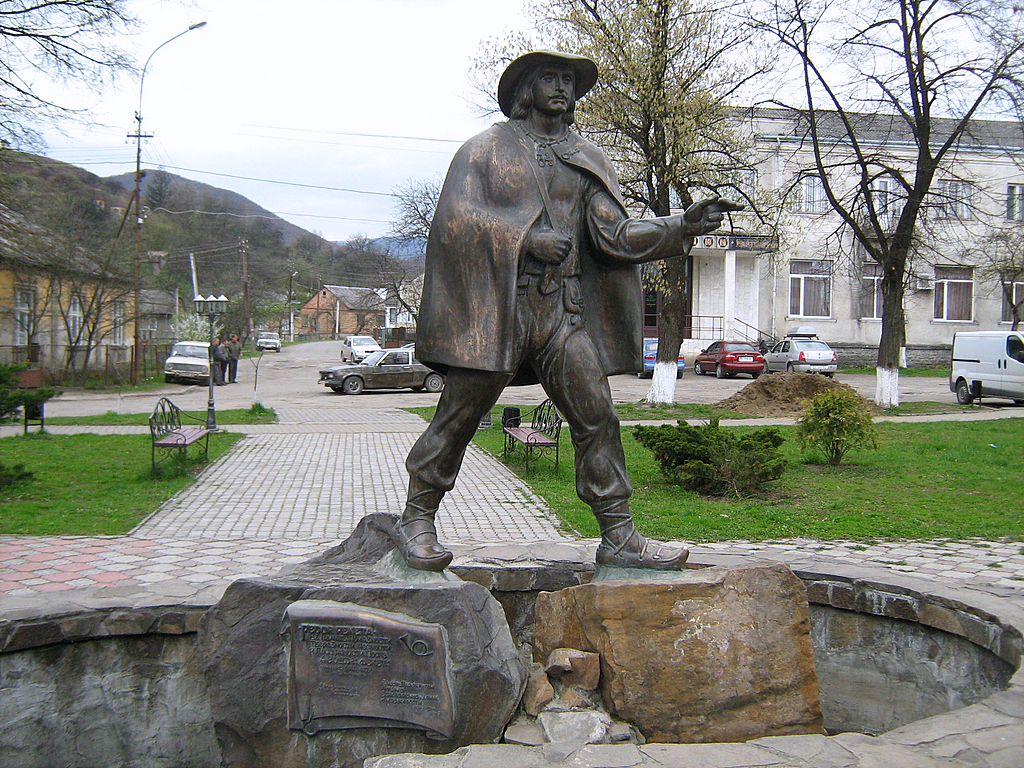
Пам'ятник листоноші Федору Фекеті в Перечині, скульптор — Михайло Белень

У місті діють районний центр культури та дозвілля, бібліотека для дорослих і дітей. Діють товариства «Просвіта» імені Духновича, колективи художньої самодіяльності серед яких: самодіяльний народний оркестр народних інструментів, самодіяльний народний хор «Зорянка», муніципальний ансамбль «Нівроку».
В релігійних конфесіях міста працюють недільні школи, дитячі та церковні хори.
Традиційно проводяться свята: День міста, різдвяно-новорічні святкування «Від Миколая до Водохрещі», «Перечинські коляди», День молоді, День Незалежності, День Перемоги, осінні та великодні ярмарки, виставки писанок, творів народно-прикладного мистецтва, конкурси красунь.
У Перечині є ряд пам'яток історії та містобудування. Серед них — православна Свято-Миколаївська церква (1769 р.), римо-католицький костел св. Августина (1906 р.), монументальна дошка голові (бірову) Перечина 1932—1939 рр., провідному громадсько-політичному і культурному діячеві Закарпаття Івану Федоровичу Качалі, будинок горожанської школи, збудований у 1928 році, де зараз знаходиться Перечинська ЗОШ, приміщення залізничного вокзалу та ряд житлових будинків, збудованих на початку 20-их років минулого століття.
1995—1998 створив серію меморіальних дощок діячам історії та культури Закарпаття:
- єпископам Андрію Бачинському, Теодору Ромжі,
- художникам Й. Бокшаю, Г. Глюку, А. Ерделі, Ф. Манайлу,
- артисту М. Садовському,
- князю Ф. Корятовичу,
- президентові Карпатської України А. Волошину, голові її сейму А. Штефану
- на честь родини Добо (відкрита 9 січня 2014 в закарпатському селі Середньому в рамках проекту угорського МЗС «Збереження угорських пам'ятних місць»), та іншим.

Автор пам'ятників:
- «Розірваний лист», присвячений євреям — жертвам гітлерівців (1994),
- загиблим міліціонерам Закарпатського УВС (1997),
- О. Духновичу (1997; усі — Ужгород);
- поетові І. Гурдзану (с. Лісковець Міжгірського району, 1979),
- художникові М. Мункачі (Мукачеве, 1994),
- пілотам, полеглим під час 2-ї світової війни (Дукля, Словаччина, 1987),
- З. Мозговому (село Тересва Тячів. району, 1988),
- С. Вайді (м. Тячів, 1990),
- Ю. Гуці-Венеліну (м. Свалява, 1992),
- В. Ґренджі-Донському (Міжгір'я, 2000)
- У центрі Перечина у 2004 році відкрито єдиний у світі пам'ятник листоноші. Він славить подвиг поштаря Федора Фекети, який щодня розносив пошту, йдучи пішки від Ужгорода до Тур'їх-Ремет понад двадцять п'ять кілометрів. Автором скульптури є Михайло Белень, який за високу майстерність, виявлену у роботі над цим твором, удостоєний звання «почесний громадянин Перечина».
- та іншим.

Створив серії медалей, присвячені художникам епохи Відродження, укр. художникам-класикам дореволюц. періоду, рос. художникам-передвижникам; понад сто медалей присвятив визнач. діячам Карпат. Русі. Медалі виконано в різних техніках, з різних матеріалів.
Автор графічної серії «Етнографія Карпат» (35 аркушів).
Автор понад 40 портретів князів та гетьманів України.
Автор публіцистичних творів:
- «Смерековий хрест» (1995),
- «Карпатська Україна в портретах» (1998),
- «О. Духнович» (1999),
- «Скарби предків» (2000, усі — Ужгород).

Учасник художніх виставок: обласних — від 1975, республіканських — від 1980, закордонних. — від 1987.
Персональні виставки відбувалися в Ужгороді (1977, 1984, 1986, 1995, 2001), Києві (1980), Кошицях (Словаччина, 1987), Сваляві (1990), Мукачевому (1992).

## Громадська діяльність
Член республіканської художньої ради зі скульптури Художнього фонду України, чл. правління Закарп. орг-ції НСХУ та голова секції скульптури.

## Відзнаки
- Премія імені Миколи Островського (1989),
- обласна премія імені Д. Вакарова (1989),
- Заслужений художник України (2002).